# Schloss Neuendettelsau
Das Schloss Neuendettelsau ist ein denkmalgeschütztes Gebäude in Neuendettelsau. Es ist Haus Nr. 30 der Hauptstraße.

## Geschichtliches

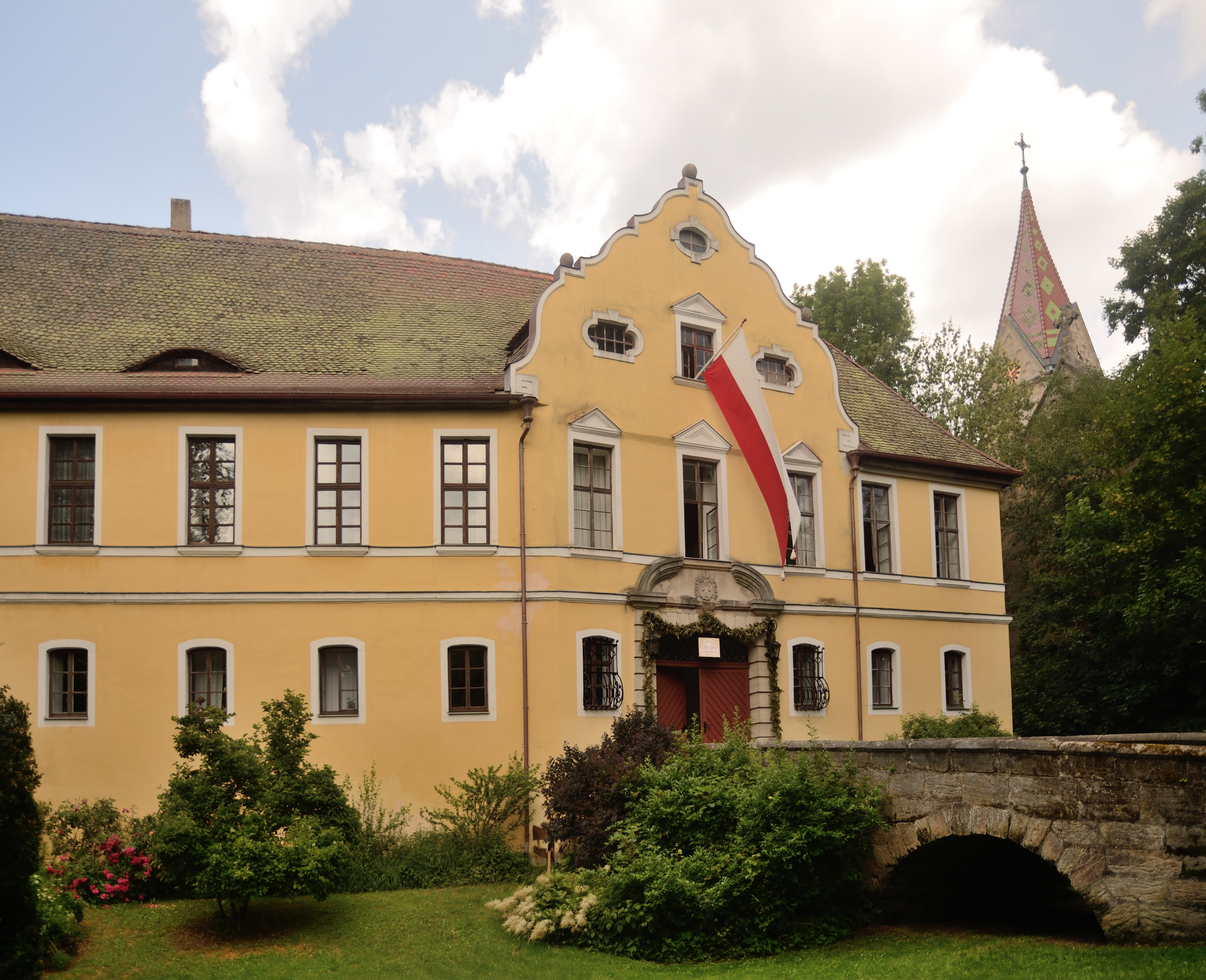
Schloss Neuendettelsau, Südseite

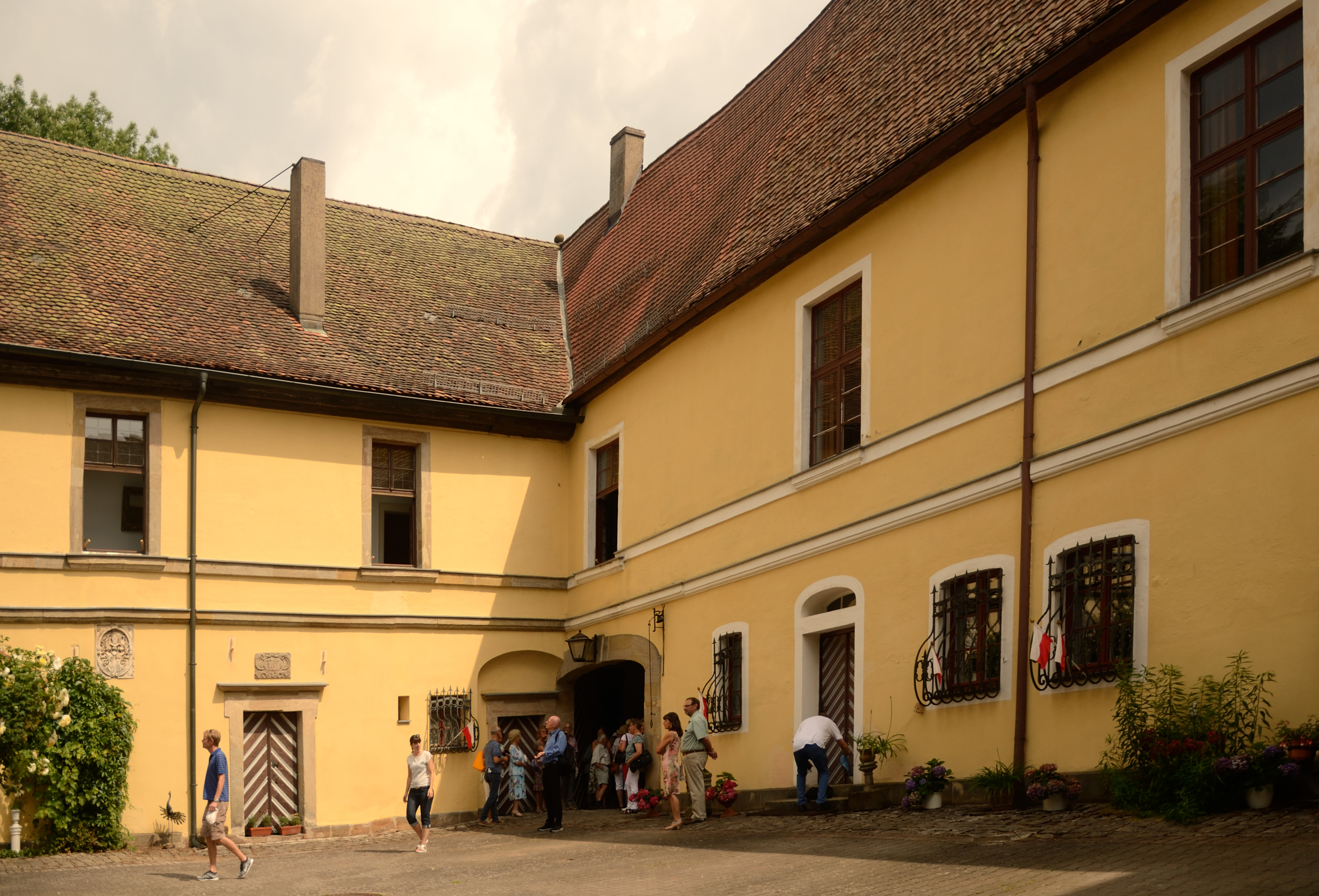
Nord- und Ostseite

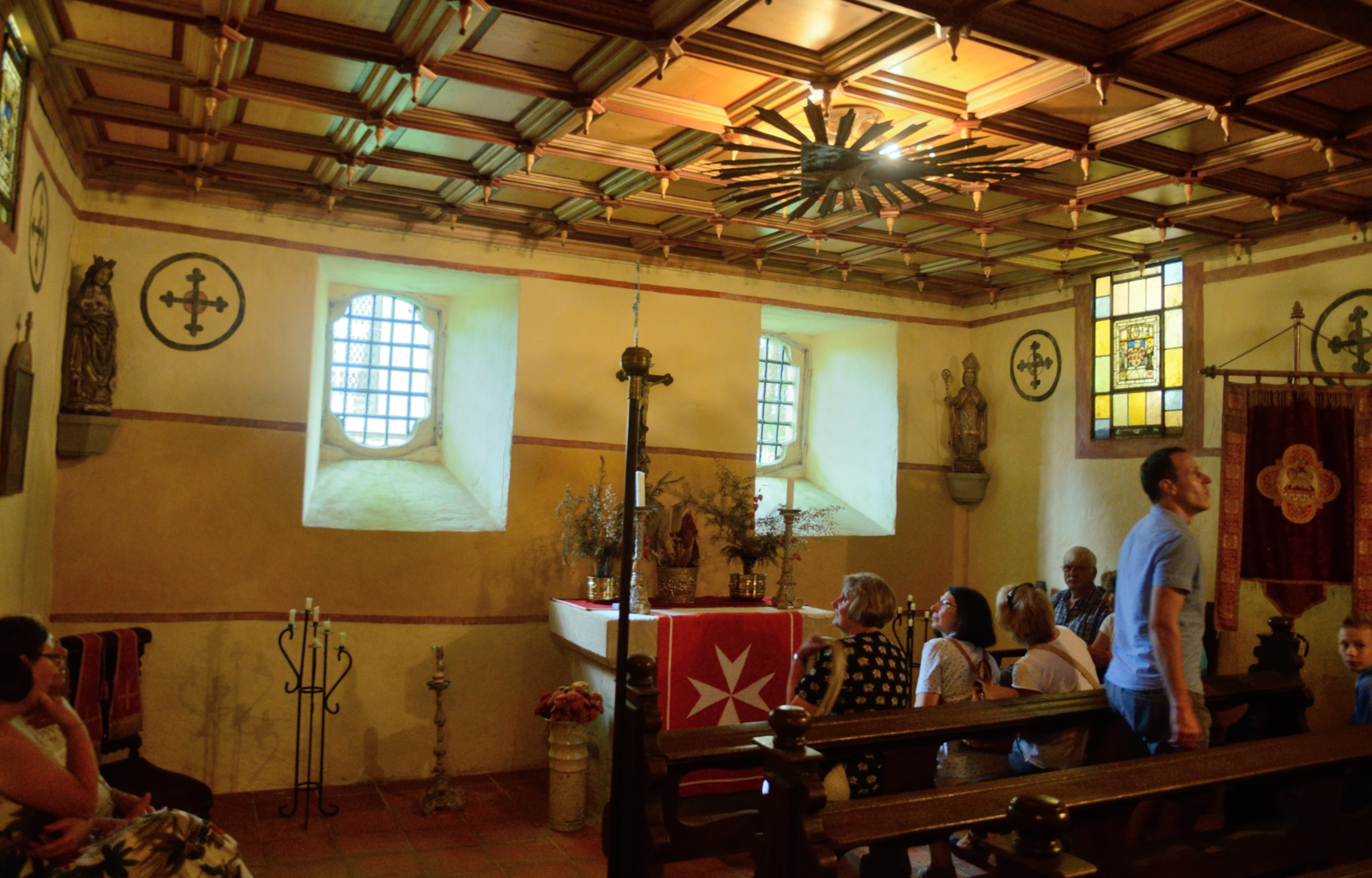
Kapelle

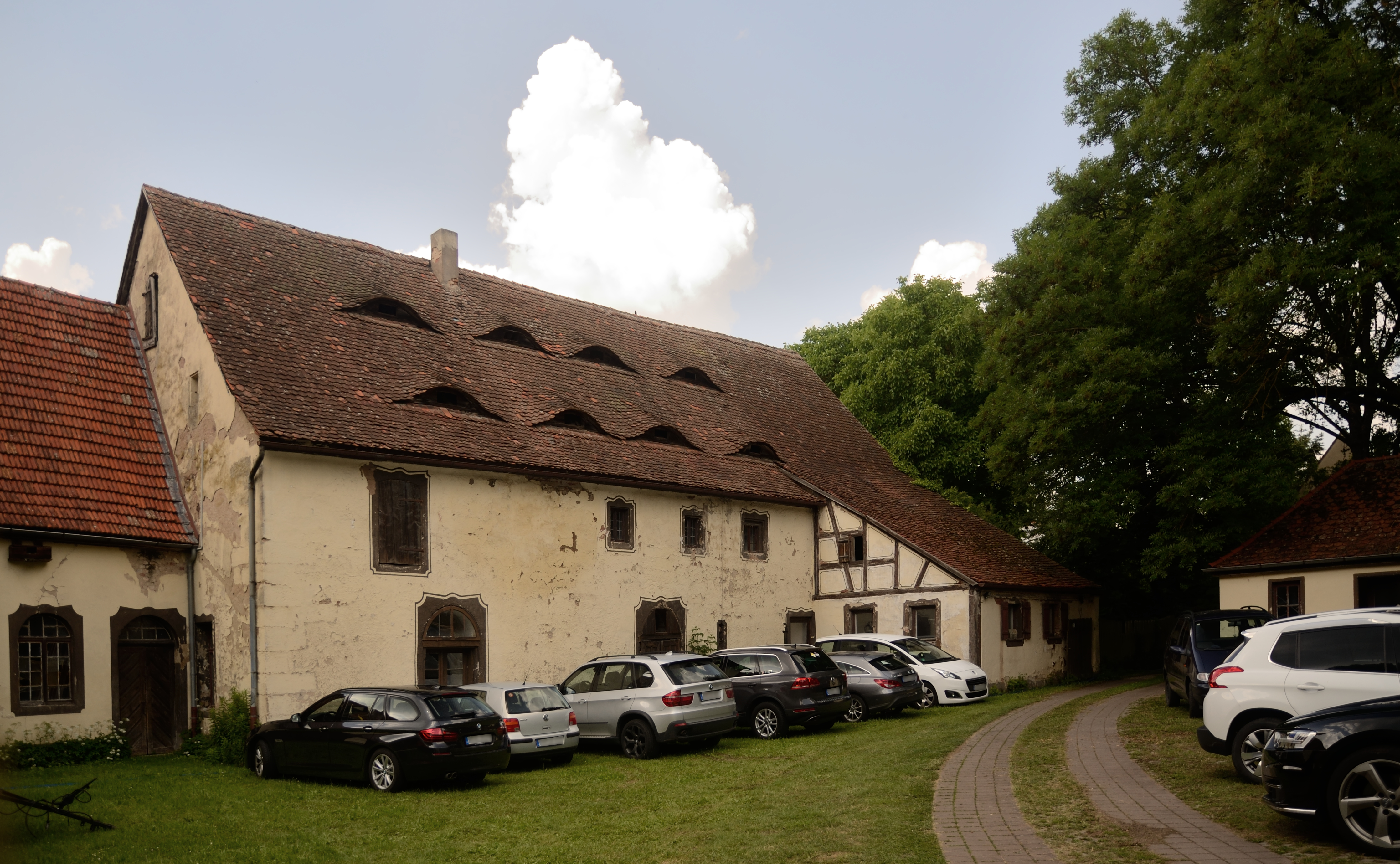
Zehntscheune

Um 920 entstanden mehrere Wendensiedlungen, wahrscheinlich stehen auch die Anfänge von Neuendettelsau damit in Beziehung. Im 10. Jahrhundert kam Dettelsau an die Herren von Dornberg. 1141 erhielt das Kloster Heilsbronn Grundbesitz in Tetelsouue, möglicherweise von einem Vasallen der Dornberger. In diesem Zusammenhang könnte er sich ein Festes Haus eine halbe Stunde südlich von Altendettelsau erbaut haben. Auf eine Wehranlage aus der Stauferzeit (um 1200) deuten auch Buckelsteinquader im Keller des Schlosses hin. Das Dorf Neuendettelsau ist im 13. Jahrhundert planmäßig angelegt worden. In castro Tetelsaue (auf der Burg Dettelsau) wird in einer Urkunde aus dem Jahr 1298 erstmals ein Besitzer genannt, Hermann von Vestenberg.
1325 wurde Dettelsau an die Patrizierfamilie Pfinzing in Nürnberg verkauft. Diese behielten aber als Burgleute die Herren von Vestenberg bzw. später die Herren von Seckendorff in der Vogtei Dettelsau sitzen. 1369 wird Chunrad von Seckendorff zu Tetelsau erwähnt. 1403 wird das Schloss vermutlich wegen Heirat zwischen den Familien Seckendorff und Vestenberg als Ganerbenburg geteilt.
An die Herren von Eyb gelangte Dettelsau 1518, als Sebastian von Eyb das Gut von den Ansbacher Markgrafen Kasimir und Georg kaufte. Er führte die Reformation in Dettelsau ein. Das Gut wurde bis heute weitervererbt und gehört den von Livonius Freiherren von Eyb.
Das Rittergut Neuendettelsau gehörte zum Ritterkanton Altmühl. Es übte das Hochgericht über Neuendettelsau im begrenzten Umfang aus. Es hatte ggf. an das brandenburg-ansbachische Kasten- und Stadtvogteiamt Windsbach auszuliefern. Es hatte die Dorf- und Gemeindeherrschaft nur über Neuendettelsau. Ende des 18. Jahrhunderts hatte es die Grundherrschaft über 4 Anwesen in Bernhardswinden, 69 Anwesen in Neuendettelsau und 2 Anwesen in Kaltengreuth. Unter der preußischen Verwaltung des Fürstentum Ansbach (1797–1806) wurde das Rittergut Neuendettelsau in ein Patrimonialgericht umgewandelt. Mit der Eingliederung des Fürstentums Ansbach in das neu gegründete Königreich Bayern und den einhergehenden Verwaltungsreformen wurden diese Patrimonialgerichte zunächst abgeschafft. Die Neuendettelsauer Untertanen wurden in Verwaltung und Gerichtsbarkeit dem Landgericht Heilsbronn unterstellt. Mit dem Zweiten Gemeindeedikt (1818) wurde die Beantragung von Patrimonialgerichten ermöglicht. Dieses geschah dann durch Freiherrn Friedrich Carl von Eyb am 4. Oktober 1819. Am 31. Oktober 1819 wurde die Bildung eines Patrimonialgerichtes 2. Klasse genehmigt: Dieses hatte das Niedergericht über 81 Anwesen (Neuendettelsau: 75, Bernhardswinden: 4, Kaltengreuth: 2). Am 1. Oktober 1848 kam es zur Auflösung der Patrimonialgerichte in Bayern. Bis 1945 waren die Schlossherren befugt, den Pfarrer der Dorfkirche zu berufen.

## Baugeschichte
Nach einem Brand 1461 wurde das Schloss durch die Freiherren von Seckendorff bis 1479 wieder aufgebaut. Die Erwähnung eines „alten Schlosses“ 1667 lässt auf einen zuvor errichteten Neubau schließen. Ein durchgreifender Umbau hat wohl um 1700 stattgefunden. Daran erinnert ein Wappenrelief an der Westseite des östlichen Flügels des Eichstätter Bischofs Johann Martin von Eyb († 1701). Die Brücke vor dem Südflügel ist 1758 entstanden. Der Westflügel mit dem Eckturm entstand erst ab 1925.

## Baubeschreibung
Das heutige Schloss nimmt nur einen Teil der ehemaligen Burganlage ein, die im Norden, Osten und Süden von einem trocken gefallenen Wassergraben umzogen ist. Es steht sehr wahrscheinlich im Bereich der mittelalterlichen Vorburg. Das zweigeschossige Wasserschloss ist ein hufeisenförmiger Satteldachbau mit einem weitgehend erhaltenem Graben. Der Westflügel ist modern, der Südflügel ist wohl um 1700 entstanden, das Mauerwerk des Ostflügels enthält im Keller aus Buckelquadern bestehende Reste der mittelalterlichen Anlage. Hier sind auch Teile der älteren Burgkapelle erhalten, wovon Freskenreste des späten 15. Jahrhunderts zeugen. Zufolge seiner nach Norden weiterlaufenden mittelalterlichen Böschungs- und Substruktionsmauer aus Sandsteinquadern und seiner nördlichen Abschlusswand von nur Innenwandstärke erstreckte sich der Ostflügel ursprünglich in etwa doppelter Ausdehnung nach Norden. Heute nach Norden modern erneuerte Altane mit Balusterbrüstung und äußerem Treppenaufgang. An den Hofseiten des Ost- und Südflügels gibt es geohrte Portale mit geradem Sturz und Verdachung, zum Teil auch mit Stichbogen-Oberlicht. Im Erdgeschoss des Nordflügels befindet sich eine einfache Kapelle mit Rahmenstuckdecke. Vor der Brücke im Südflügel ist die Tordurchfahrt. Das stichbogige Südportal ist aus Quadersteinen erbaut und hat einen offenen Segmentgiebel und Eyb’schem Wappen. Im großen Saal des Innern gibt es einen gusseisernen Ofen mit Tonaufsatz, Eyb’schem und brandenburgischen Wappen, bezeichnet 1723. Die Brücke besteht aus Quadersteinen mit gemauertem Bogen und Brüstungen, Inschrift an der Ostseite, bezeichnet 1758. Das aus dem 18. Jahrhundert stammende Gartentor ist dreiteilig mit Sandsteinpfosten in Fugenschnitt und mit Kugelaufsätzen.
Eine Beschreibung des Jahres 1667 erwähnt drei Schlösser. Das „alte Schloss“ bestand aus einem eingestürzten Turm, der beim Zusammenbruch auch ein Wohnhaus zerstörte, und dem Wohnbau samt der Kapelle im Bereich des heutigen Ostflügels. Dieser Bauphase lassen sich auch ein Keller und eine bei Bauarbeiten freigelegte Mauer nördlich des heutigen Schlosses zuordnen. Neben dem heutigen Schloss im Bereich der ehemaligen Vorburg wird noch ein abgebrannter dritter Teil erwähnt, der vermutlich westlich im Bereich der inschriftlich auf 1543 datierten Zehntscheune lag.
Die zugehörige ehemalige Zehntscheune ist ein zweigeschossiger Bau mit Satteldach und Schleppgauben, Rundbogenportalen und Rechteckfenstern mit zum Teil eingekehltem Gewände.